# Никитенко, Сергей Николаевич
Сергей Николаевич Никитенко (род. 22 июня 1974, Краснодар) — российский политический и государственный деятель. Глава городского округа Серпухов с 24 февраля 2022 года до 21 февраля 2025 года.

## Биография
Сергей Николаевич Никитенко родился 22 июня 1974 года в Краснодаре. Окончил Ростовский юридический институт МВД России по специальности «юриспруденция».
С 1996 года работал в органах внутренних дел: за годы службы поднялся от рядового милиционера до начальника управления экономической безопасности и противодействию коррупции (УЭБиПК) УМВД России по Калужской области. После ухода в отставку был назначен на должность заместителя главы администрации городского округа Воскресенск. Занимался вопросами архитектуры и градостроительства, инвестиций, сельского хозяйства и промышленности.
С 30 января 2017 года по 2 июля 2018 года Никитенко был первым заместителем Главы Администрации Кисловодска. С 27 января по 23 февраля 2022 года был исполняющим обязанности, а 24 февраля 2022 года стал полноценным главой городского округа Серпухов. 21 февраля 2025 года ушёл в отставку.
25 марта 2025. Тверской суд Москвы отправил под стражу бывшего главу подмосковного Серпухова Сергея Никитенко по делу о взятке на сумму около 10 млн рублей.

## Личная жизнь
Женат, воспитывает дочь.

## Награды
Удостоен медали «За отличие в службе» I, II и III степеней.